# Leuctra quadrimaculata
Leuctra quadrimaculata is een steenvlieg uit de familie naaldsteenvliegen (Leuctridae). De wetenschappelijke naam van de soort is voor het eerst geldig gepubliceerd in 1963 door Kis.